# Haplostoma kimi
Haplostoma kimi is een eenoogkreeftjessoort uit de familie van de Botryllophilidae. De wetenschappelijke naam van de soort is voor het eerst geldig gepubliceerd in 2001 door Seo & Lee.